# Naum Gabo
Pour les articles homonymes, voir Gabo.
 (mai 2017).
Naum Gabo (en russe : Наум Абрамович Певзнер, Naoum Abramovitch Pevsner), né le 5 août 1890 à Briansk (Empire russe) et mort le 23 août 1977 à Waterbury (Connecticut, États-Unis), est un architecte, sculpteur, peintre, graveur et théoricien américain influent de l'art d'avant-garde.

## Biographie
Naoum Neemija naît dans une famille juive ashkénaze de sept enfants dans la ville provinciale russe de Briansk où son père, Boris (Berko) Grigorievich Pevsner, travaille comme ingénieur et sa mère Agripina (Fanny) Borisovna Pevzner (née Oserski), au foyer. Il parle couramment l'allemand, le français et l'anglais, en plus de sa langue maternelle, le russe. La maîtrise de plusieurs langues contribue grandement à la mobilité de Gabo tout au long de sa carrière.
En 1910, après avoir étudié à l'école à Tomsk puis à Koursk, Gabo entre à l'université de Munich pour étudier la médecine, tout en s'intéressant à la chimie et à la physique, puis il suit le cours d'histoire de l'art d'Heinrich Wölfflin. En 1912, il s'inscrit finalement en ingénierie des structures à l'université technique de Munich, où il découvre l'art abstrait et rencontre le peintre Vassily Kandinsky.  
Il voyage en Italie en 1912 et sent que l'art y est « mort et n'est plus d'actualité » ; mûrit en lui le désir d'une nouvelle compréhension de la sculpture. 
Il se rend à Paris où il rejoint son frère aîné Antoine Pevsner, devenu un peintre reconnu. En 1915, il se réfugie en Norvège à cause de la guerre, d'abord à Copenhague puis à Oslo, et compose ses premières constructions figuratives, à l'origine en carton ou en bois. Pour éviter toute confusion avec son Antoine, artiste constructiviste, il adopte à partir de ce moment le nom de « Naum Gabo ». 
En 1917, il revient en Russie pour s'impliquer dans la politique et l'art, passant cinq ans à Moscou avec son frère Antoine, et se tourne vers l'art abstrait. Il réalise deux ans plus tard des dessins constructivistes, dont Projet pour une station de radio.

En 1920, il rédige avec son frère le Manifeste réaliste considéré comme le manifeste du constructivisme russe. Ils y écrivent :  
« Nous nous appelons constructivistes parce nos tableaux ne sont plus peints ni nos sculptures modelées mais au contraire construits dans l’espace, à l’aide de l’espace. Nous détruisons ce qui auparavant séparait la peinture de la sculpture ».
Comme ses conceptions artistiques ne correspondaient pas aux directives communistes, il part en 1922 à Berlin où il fait connaissance d'Adolf Oberländer (en), artiste allemand âgé, de retour des États-Unis où il a enseigné à l'Université Harvard. Cette même année, la « Première exposition d'art russe » est présentée à Unter den Linden, où Naum Gabo supervise les trois salles d'exposition dédiées à l'avant-garde russe et dans lesquelles certaines de ses sculptures sont également exposées, qui font la renommée de l’exposition. Il se rapproche également du groupe De Stijl et du Bauhaus où il enseigne en 1928. 
Gabo et Antoine Pevsner font une exposition commune à la Galerie Percier à Paris, en 1924 et le duo conçoit le décor et les costumes du ballet La Chatte (1926) d'Henri Sauguet pour  Diaghilev et les Ballets russes qui tournent à Paris et à Londres.
En 1931, il est, avec Theo van Doesburg, Antoine Pevsner, Auguste Herbin et Georges Vantongerloo, fondateur du mouvement Abstraction-Création à Paris. Pour échapper à la montée du nazisme en Allemagne, et après l'attaque de l'atelier de Gabo par des voyous nazis, les frères Pevsner séjournent à Paris entre 1932 et 1935 en tant que membres du groupe Abstraction-Création avec Piet Mondrian. 
Il se rend à Londres en 1936 où il trouve un « esprit d'optimisme et de sympathie pour sa position d'artiste abstrait ». En 1937, il publie avec Ben Nicholson un almanach dans la revue Circle : International Survey of Constructive Art. Ils posent la question de l'aspect artistique d'une sculpture. Sa formation d'ingénieur est essentielle au développement de son œuvre sculpturale qui intègre souvent des éléments usinés. À la même date, dans le cadre de la campagne nazie « Art dégénéré », trois dessins de Gabo sont confisqués au musée provincial de Hanovre et détruits. 
Au début de la Seconde Guerre mondiale, il suit ses amis Barbara Hepworth et Ben Nicholson à St Ives en Cornouailles , où il séjourne d'abord chez un critique d'art et son épouse. Il continue à travailler, bien qu'à une échelle plus réduite. Son influence est importante pour le développement du modernisme à St Ives, et elle se manifeste de manière particulièrement visible dans les peintures et les constructions de John Wells et Peter Lanyon, qui développent tous deux une forme plus douce et plus pastorale de constructivisme.
Gabo émigre définitivement après la guerre, en 1946, avec sa femme, la peintre Miriam (née Israels, de la famille de Jozef Israëls) et leur fille Nina-Serafima (née en 1941) aux États-Unis, à Woodbury puis à Middlebury, dont il obtient la nationalité en 1952. Il enseigne à la Graduate School of Architecture de l'université Havard. Il reste dans le Connecticut jusqu'à la fin de sa vie, où il acquiert un garage qu'il transforme en atelier. Au cours de cette période, il est acclamé par de nombreux critiques et remporte des prix tels que la Logan Medal of the Arts (1954) et les AW Mellon Lectures in the Fine Arts (1959). En 1961, il visite l'URSS.
Il participe à l'exposition « documenta 1 » (première grande exposition d'Art moderne en Allemagne, après-guerre) à Cassel, en 1955 et à la deuxième édition, « documenta 2 », en 1959.
Naum Gabo meurt à Waterbury, en 1977 et sa femme en 1993,.

## Citations
« Jusqu'à présent, les sculpteurs ont donné la préférence à la Masse et n'ont pas ou quasiment pas porté leur attention sur une composante si importante de la Masse qu'est l'Espace. […] Nous le considérons comme un élément absolument sculptural. »
« Dans l'optique de l'idée constructiviste, l'attitude purement philosophique consistant à s'interroger sur la réalité des êtres et des choses est stérile. En art, tout est réel. (...) il n'est, il ne peut-être qu'une réalité : l'existence. »

## Œuvres
Naum Gabo mêle ses compétences d'ingénieur et d'artiste pour créer des œuvres stéréométriques[Quoi ?] et qui mettent en valeur la structure . Différents musées abritent certaines de ses œuvres : 
- Constructed Head n°1, 1915, Städel Museum[12] ;
- Tête n°2, 1916, Tate[13] ;
- Tête d'une femme, 1917-20, MoMA ;
- Construction cinétique, 1919-1920, Tate ;
- Colonne, 1923, Guggenheim museum, New York[14] ;
- Construction dans l'espace (Crystal), 1937-39, Tate[15] ;
- Construction linéaire dans l'espace n°2, 1949-53, musée de Grenoble[5] ;
- Construction linéaire dans l'espace n°4, 1955, Centre Pompidou, Paris[16] ;
- Monument du Bijenkorf, 1956-57, Rotterdam, Hollande.

## Galerie

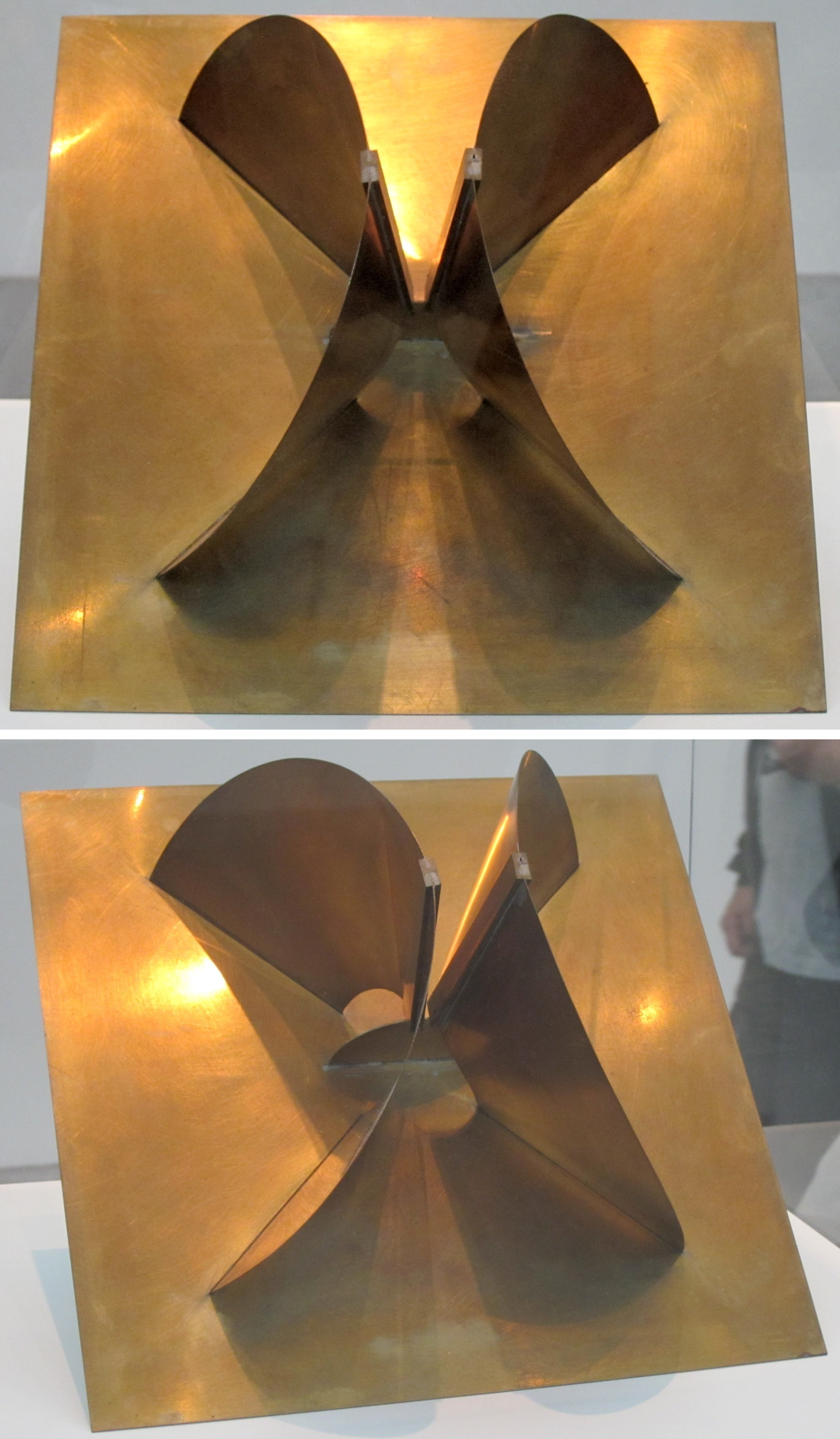
Thème sphérique.
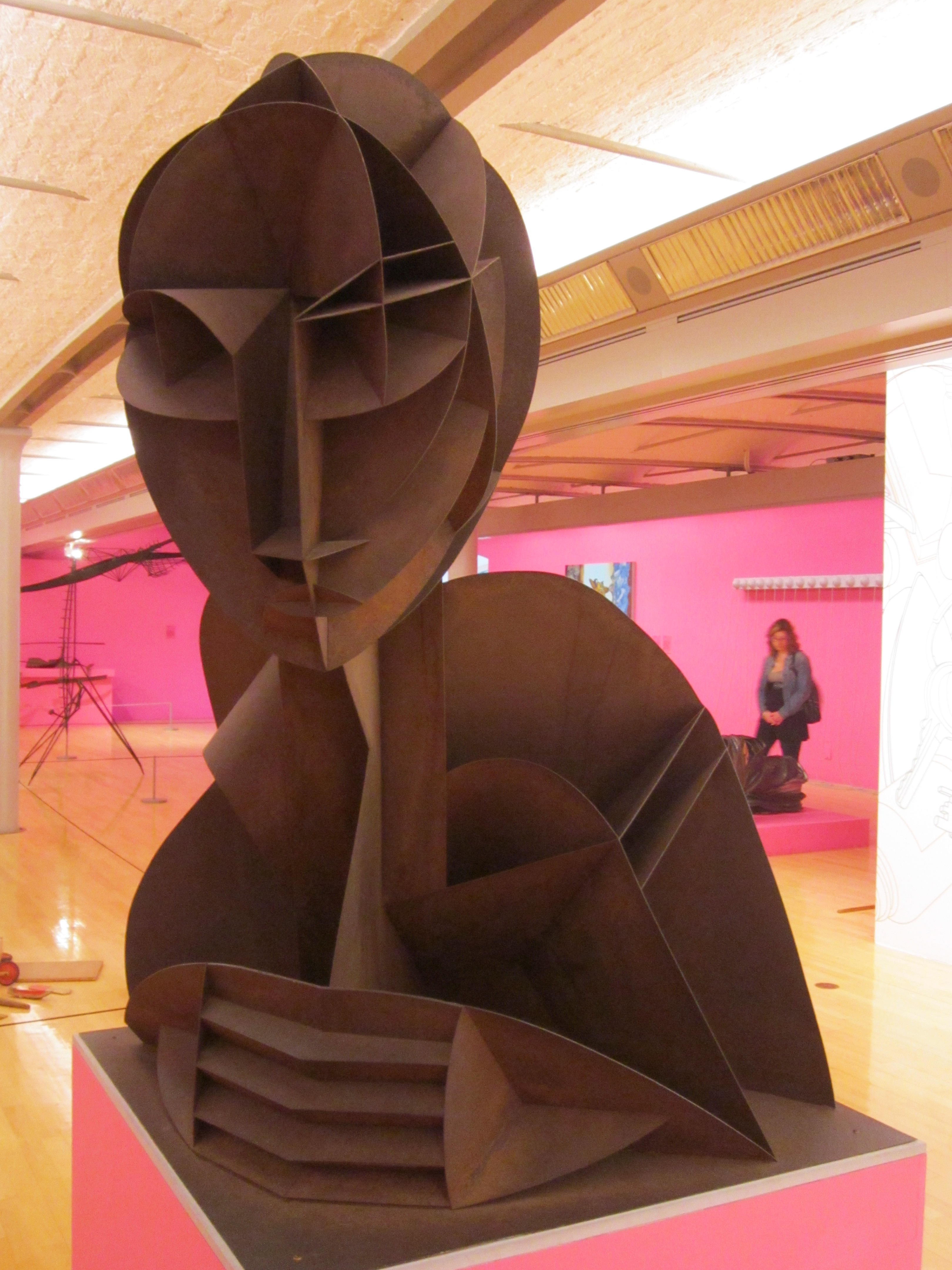
Tête.
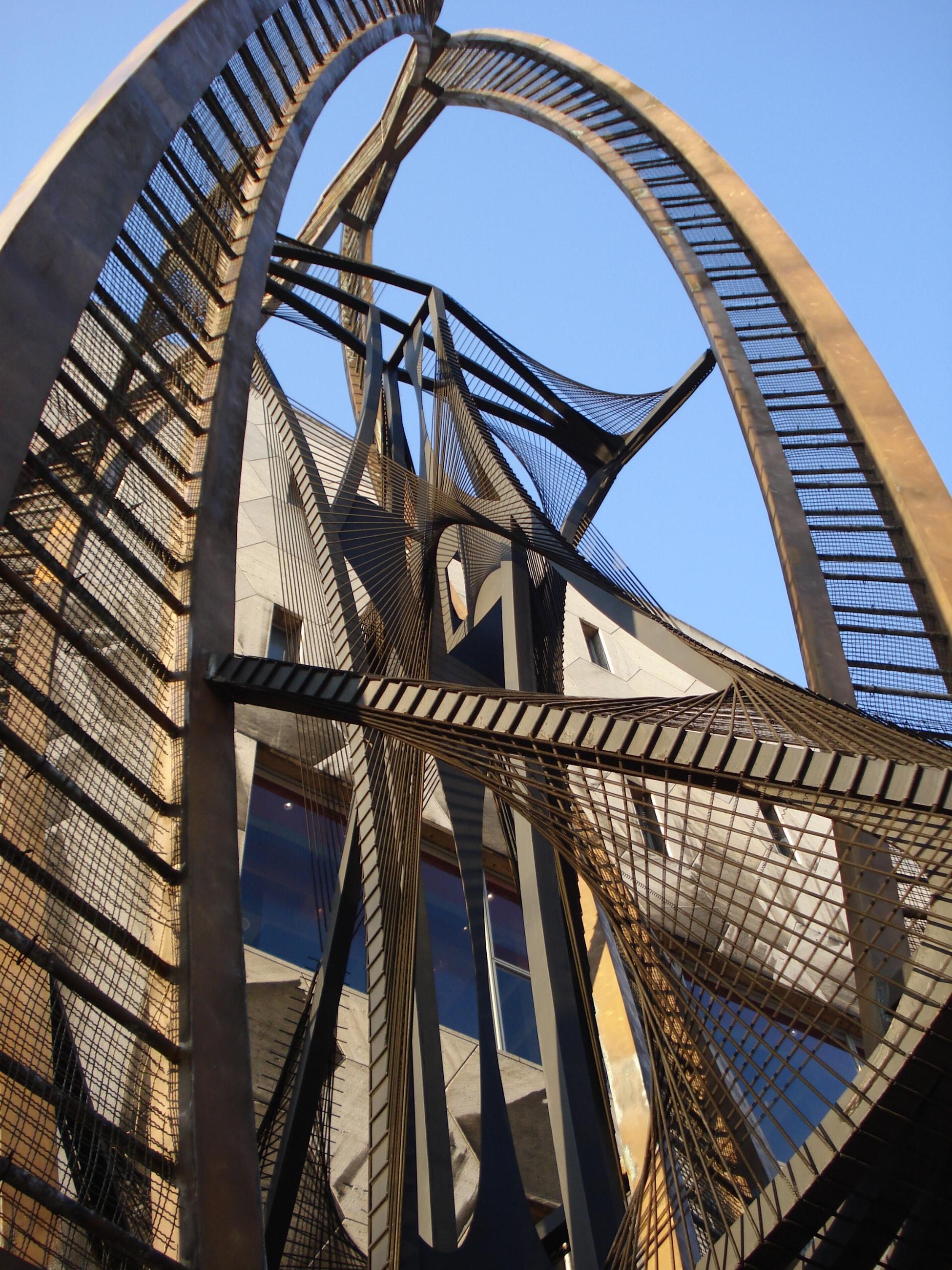
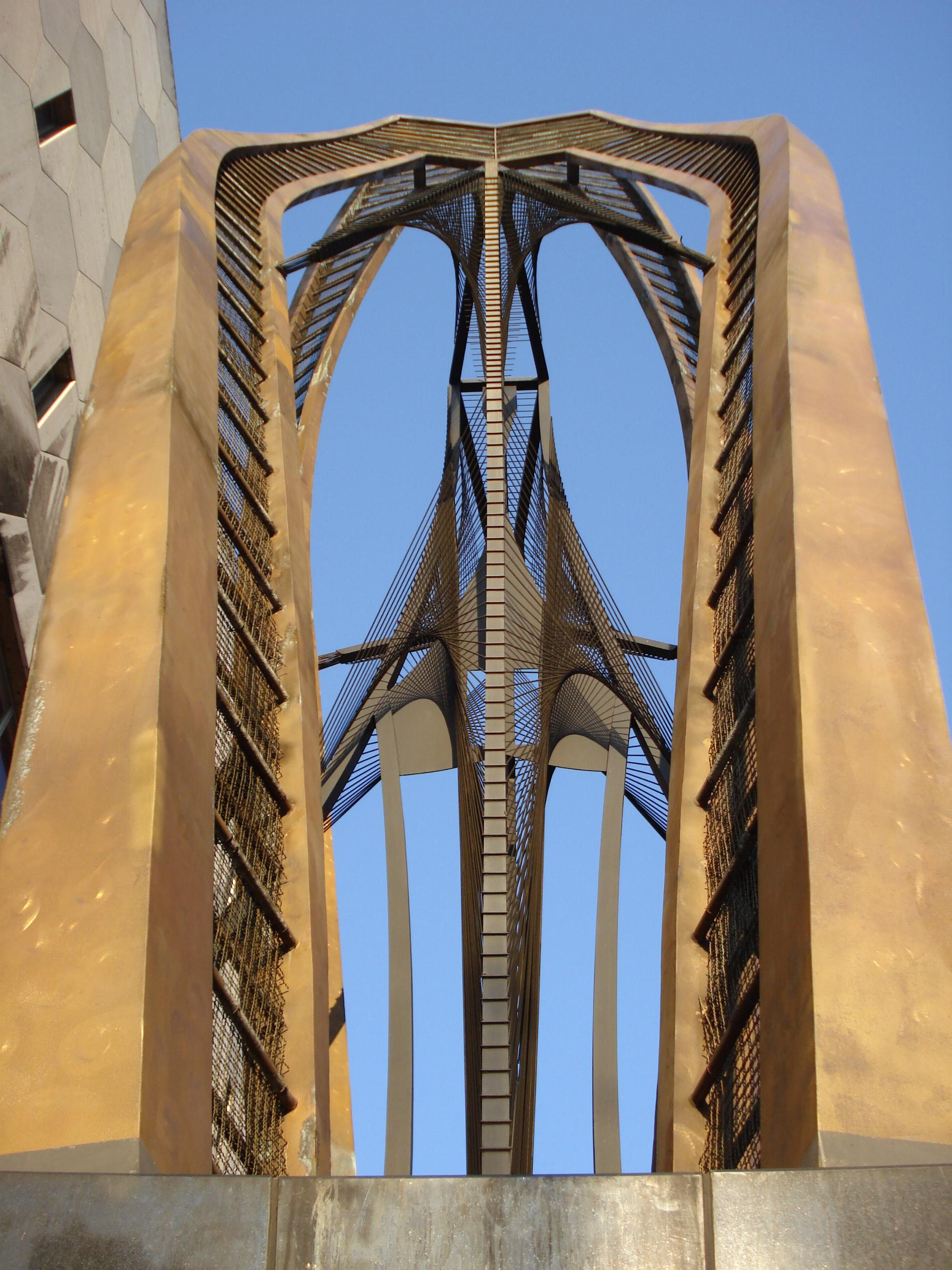
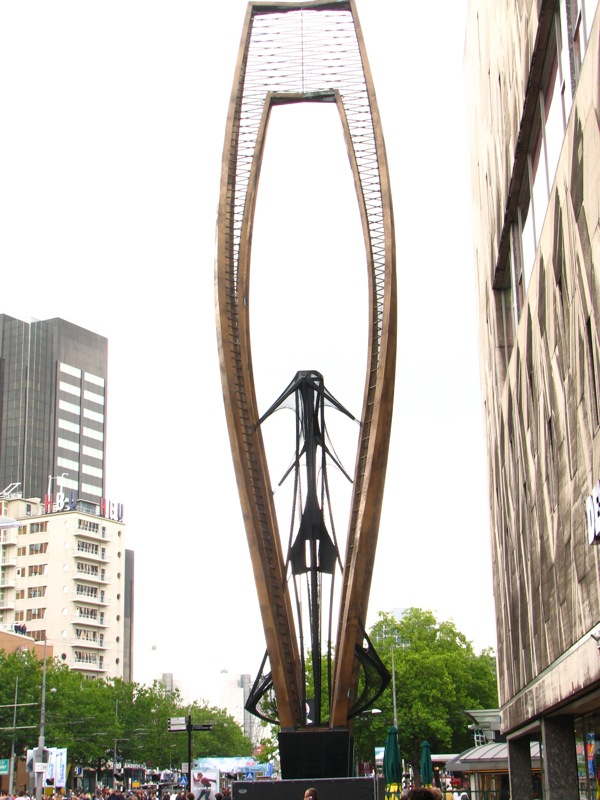
Sculpture à Rotterdam.
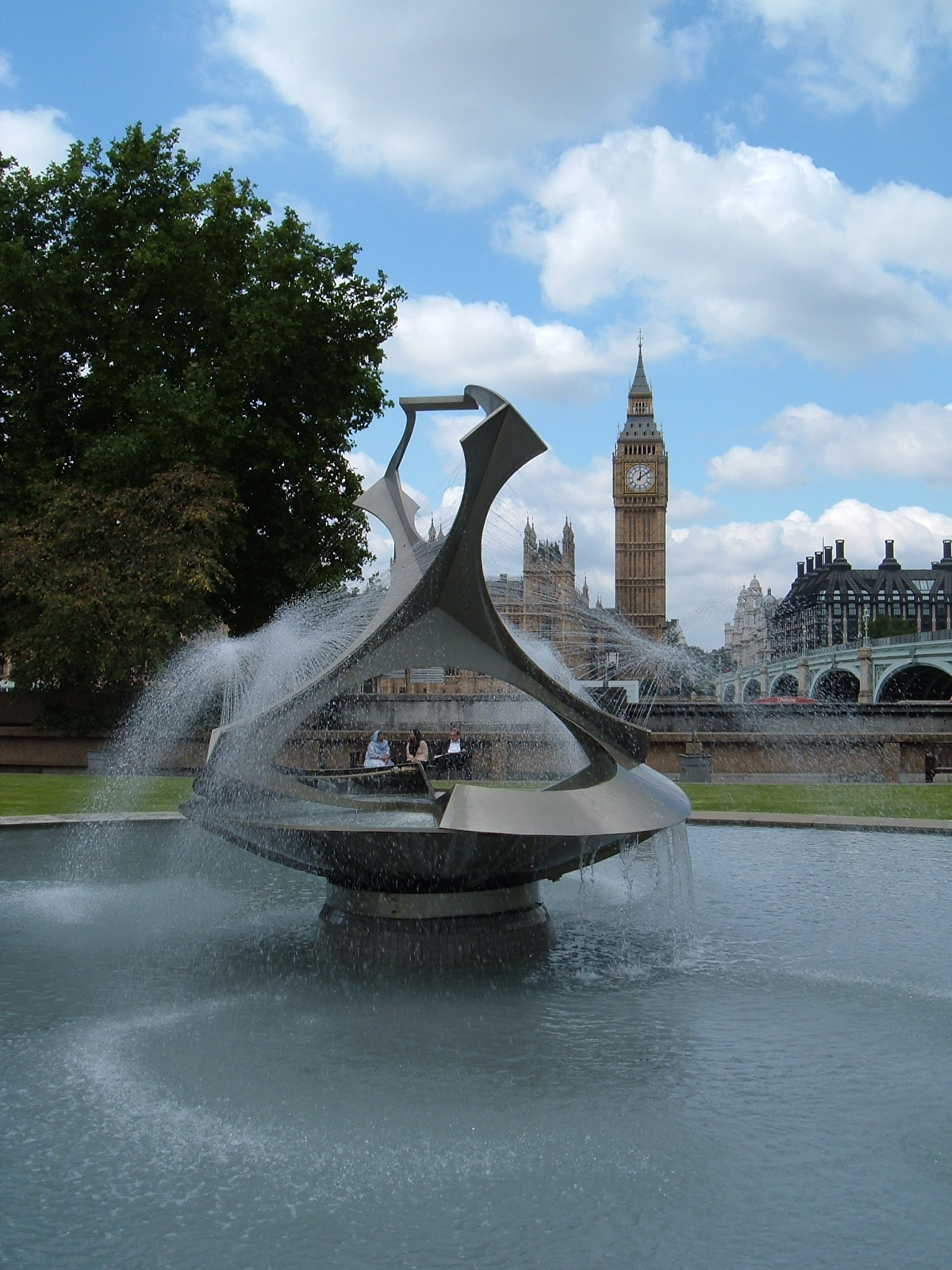
Fontaine Revolving Torsion  à Londres (1972-73)

## Publication
- Of Divers Arts (1962), New York, Faber and Faber,  (ISBN 978-0-571-05231-8).

## Source
- (de) Cet article est partiellement ou en totalité issu de l’article de Wikipédia en allemand intitulé « Naum Gabo » (voir la liste des auteurs).